# Álex Arce
Álex Adrián Arce Barrios (Carapeguá, Paraguarí, Paraguay; 16 de junio de 1995) es un futbolista paraguayo que juega como delantero en Independiente Rivadavia, de la Liga Profesional Argentina. Es internacional con la selección paraguaya.

## Trayectoria

### Cerro Porteño
Formado en las divisiones inferiores de Cerro Porteño, Álex Arce debutó con el primer equipo el 23 de junio de 2017 en un empate 0-0 contra Club Sportivo Trinidense, en un partido correspondiente al Torneo Apertura 2017. Este sería su único partido con el club.

### Rubio Ñu
Después de un año sin disputar partidos con el plantel superior de Cerro Porteño, al finalizar su contrato, se unió en 2019 a Rubio Ñu para competir en el torneo de la División Intermedia 2019, donde anotó 7 goles en 22 partidos.

### Sportivo Ameliano
Tras la suspensión de la División Intermedia en 2020 debido al confinamiento por la pandemia de COVID-19, en 2021 se incorporó a Sportivo Ameliano. Con este equipo, logró el ascenso a la Primera División de Paraguay al derrotar en la promoción a Sportivo Luqueño por un global de 4-3. En ese año, Arce fue el máximo goleador del campeonato de ascenso, anotando 24 goles en 30 partidos.
En 2022, además de asegurar la permanencia en la primera división, Arce y sus compañeros se consagraron campeones de la Copa Paraguay 2022 al vencer por penales a Nacional.
El 25 de enero de 2023, Arce logró su segundo título con Sportivo Ameliano al vencer 1-0 a Olimpia y consagrarse campeón de la Supercopa Paraguay 2022.
En total, con "la V Azulada", Arce anotó 36 goles y dio 3 asistencias en 72 partidos.

### Independiente Rivadavia
En febrero de 2023, Álex Arce se incorporó a Independiente Rivadavia para competir en el Campeonato de Primera Nacional 2023, marcando su primera experiencia profesional en el extranjero. Debutó en el club el 10 de febrero de ese año, en un partido que resultó en una victoria por 2-1 frente al Club Atlético Aldosivi, correspondiente a la primera fecha del campeonato, en el cual proporcionó una asistencia.
Sus primeros goles con el equipo los registró dos fechas después, anotando un doblete en la victoria por 4-1 contra Mitre de Santiago del Estero.
El 29 de octubre, Arce contribuyó al ascenso de Independiente Rivadavia a la Primera División de Argentina, tras vencer 2-0 al Club Atlético Almirante Brown en la final del torneo de ascenso. Además de lograr el campeonato, Arce se consagró como el máximo goleador de la competición.
Durante su estadía de poco más de un año en el club mendocino, Arce anotó 28 goles y proporcionó 4 asistencias en 37 partidos, siendo el máximo goleador de la Primera Nacional 2023 con 26 tantos.

### Liga Deportiva Universitaria
El 17 de febrero de 2024, se une a Liga Deportiva Universitaria de la Serie A de Ecuador, firmando un contrato por tres temporadas. Su llegada al club se produjo en gran medida por su gran desempeño en Independiente Rivadavia y para cubrir el espacio que dejó la salida de Paolo Guerrero, quien se unió a la Universidad César Vallejo.
Hizo su debut con el equipo ecuatoriano seis días después de haber llegado, el 23 de febrero de 2024, enfrentándose al equipo brasileño Fluminense en el partido de ida de la final de la Recopa Sudamericana. Durante este encuentro, Arce anotó el único gol del partido, contribuyendo así a la victoria de su equipo con un marcador de 1-0. Este partido marcó tanto su debut con el equipo como su primera participación a nivel internacional, ya que nunca antes había competido en un torneo internacional.
El 11 de marzo de 2024, Arce logró su primer doblete vistiendo la camiseta de Liga, en un enfrentamiento contra Cumbayá Fútbol Club válido por la Serie A de Ecuador. En este encuentro, su equipo aseguró la victoria con un marcador de 3-1. Arce inició el partido como titular y en el minuto 53, con un cabezazo tras un centro proporcionado por el jugador argentino Lisandro Alzugaray, contribuyó al marcador parcial de 2-0 a favor de su equipo. Posteriormente, en el minuto 63, Arce completó su primer doblete con Liga de Quito. Con esta actuación, acumuló 4 goles en 4 partidos disputados con el equipo.
La racha goleadora de Arce continuó el 16 de marzo de 2024, cuando anotó contra el Aucas. Este gol lo colocó como líder, junto con Jeison Medina del Aucas, en la tabla de goleadores de la Serie A de Ecuador, acumulando un total de 4 goles en 4 partidos disputados en el torneo.
A mediados de abril de 2024, anotó un doblete en la victoria 2-1 contra Delfín Sporting Club, estableciendo un récord en el fútbol ecuatoriano al ser el primer jugador en marcar 10 goles en las primeras 6 fechas del campeonato. Superó el récord anterior de 9 goles en 6 partidos del exdelantero argentino, Ariel Graziani. Arce había jugado 145 minutos, promediando un gol cada 50 minutos, y acumuló 11 goles en 10 partidos incluyendo competiciones internacionales.
Su carrera en Liga de Quito culminó con 42 goles anotados en 65 partidos disputados y 2 títulos obtenidos.

## Selección nacional

### Absoluta
Fue convocado por primera vez el 16 de marzo de 2024 por Daniel Garnero, el entrenador de la selección de fútbol de Paraguay. Esta convocatoria fue para disputar los partidos amistosos durante la fecha FIFA, que tenían como primer enfrentamiento un partido contra la selección de fútbol de Rusia el 25 de marzo de 2024 en Moscú, las cuales fueron finalmente suspendidas debido al atentado en Moscú. Su segunda convocatoria se produjo el 31 de mayo del mismo año, esta vez para los amistosos ante Perú, Chile y Panamá, previos al inicio de la Copa América 2024.
Debutó siendo titular en su posición habitual el 7 de junio de 2024 ante Perú en el Monumental de Lima. El encuentro amistoso culminó 0-0.
En la Copa América 2024, Arce participó en 2 de los 3 partidos disputados por la selección paraguaya en el Grupo D sin marcar goles. El 25 de junio, jugó 79 minutos en la derrota 1-2 ante Colombia, y el 29 de junio, estuvo en el campo durante 73 minutos en la caída 1-4 ante Brasil. En ambos partidos arrancó de titular y fue sustituido por Adam Bareiro. Su equipo culminó la Copa América sin acumular puntos y fue eliminado en fase de grupos.

### Participaciones en Copa América
| Copa              | Sede           | Resultado      | Partidos | Goles |
| ----------------- | -------------- | -------------- | -------- | ----- |
| Copa América 2024 | Estados Unidos | Fase de grupos | 2        | 0     |

## Estadísticas

### Clubes
Actualizado al último partido disputado el 7 de agosto de 2025.
| Club                                   | Div.          | Temporada     | Liga  | Liga  | Liga   | Copas nacionales | Copas nacionales | Copas nacionales | Torneos internacionales | Torneos internacionales | Torneos internacionales | Total | Total | Total  | Media goleadora |
| Club                                   | Div.          | Temporada     | Part. | Goles | Asist. | Part.            | Goles            | Asist.           | Part.                   | Goles                   | Asist.                  | Part. | Goles | Asist. | Media goleadora |
| -------------------------------------- | ------------- | ------------- | ----- | ----- | ------ | ---------------- | ---------------- | ---------------- | ----------------------- | ----------------------- | ----------------------- | ----- | ----- | ------ | --------------- |
| Cerro Porteño Paraguay                 | 1.ª           | 2017          | 1     | 0     | 0      | —                | —                | —                | —                       | —                       | —                       | 1     | 0     | 0      | 0.00            |
| Cerro Porteño Paraguay                 | Total club    | Total club    | 1     | 0     | 0      | 0                | 0                | 0                | 0                       | 0                       | 0                       | 1     | 0     | 0      | 0.00            |
| Rubio Ñu Paraguay                      | 2.ª           | 2019          | 22    | 7     | 0      | —                | —                | —                | —                       | —                       | —                       | 22    | 7     | 0      | 0.32            |
| Rubio Ñu Paraguay                      | Total club    | Total club    | 22    | 7     | 0      | 0                | 0                | 0                | 0                       | 0                       | 0                       | 22    | 7     | 0      | 0.32            |
| Sportivo Ameliano Paraguay             | 2.ª           | 2021          | 32    | 25    | 2      | —                | —                | —                | —                       | —                       | —                       | 32    | 25    | 2      | 0.78            |
| Sportivo Ameliano Paraguay             | 1.ª           | 2022          | 35    | 9     | 1      | 3                | 1                | 0                | —                       | —                       | —                       | 38    | 10    | 1      | 0.26            |
| Sportivo Ameliano Paraguay             | 1.ª           | 2023          | 1     | 1     | 0      | 1                | 0                | 0                | —                       | —                       | —                       | 2     | 1     | 0      | 0.50            |
| Sportivo Ameliano Paraguay             | Total club    | Total club    | 68    | 35    | 3      | 4                | 1                | 0                | 0                       | 0                       | 0                       | 72    | 36    | 3      | 0.50            |
| Independiente Rivadavia Argentina      | 2.ª           | 2023          | 31    | 26    | 4      | 1                | 0                | 0                | —                       | —                       | —                       | 32    | 26    | 4      | 0.81            |
| Independiente Rivadavia Argentina      | 1.ª           | 2024          | —     | —     | —      | 5                | 2                | 0                | —                       | —                       | —                       | 5     | 2     | 0      | 0.40            |
| Liga Deportiva Universitaria · Ecuador | 1.ª           | 2024          | 31    | 28    | 2      | 3                | 1                | 1                | 12                      | 6                       | 1                       | 46    | 35    | 4      | 0.76            |
| Liga Deportiva Universitaria · Ecuador | 1.ª           | 2025          | 12    | 3     | 3      | 1                | 0                | 0                | 6                       | 4                       | 1                       | 19    | 7     | 4      | 0.37            |
| Liga Deportiva Universitaria · Ecuador | Total club    | Total club    | 43    | 31    | 5      | 4                | 1                | 1                | 18                      | 10                      | 2                       | 65    | 42    | 8      | 0.65            |
| Independiente Rivadavia Argentina      | 1.ª           | 2025          | 4     | 1     | 0      | 1                | 0                | 0                | —                       | —                       | —                       | 5     | 1     | 0      | 0.2             |
| Independiente Rivadavia Argentina      | Total club    | Total club    | 35    | 27    | 4      | 7                | 2                | 0                | 0                       | 0                       | 0                       | 42    | 29    | 4      | 0.69            |
| Total carrera                          | Total carrera | Total carrera | 168   | 99    | 12     | 15               | 4                | 1                | 18                      | 10                      | 2                       | 202   | 114   | 15     | 0.56            |
| 1. 2. 3.                               |               |               |       |       |        |                  |                  |                  |                         |                         |                         |       |       |        |                 |

### Selección nacional
Actualizado hasta su último partido disputado el 19 de noviembre de 2024.
| Selección         | Año             | Amistosos | Amistosos | Amistosos | Eliminatorias | Eliminatorias | Eliminatorias | Continental | Continental | Continental | Mundial | Mundial | Mundial | Total | Total | Total  | Media goleadora |
| Selección         | Año             | Part.     | Goles     | Asist.    | Part.         | Goles         | Asist.        | Part.       | Goles       | Asist.      | Part.   | Goles   | Asist.  | Part. | Goles | Asist. | Media goleadora |
| ----------------- | --------------- | --------- | --------- | --------- | ------------- | ------------- | ------------- | ----------- | ----------- | ----------- | ------- | ------- | ------- | ----- | ----- | ------ | --------------- |
| Absoluta Paraguay | 2024            | 3         | 0         | 0         | 4             | 0             | 0             | 2           | 0           | 0           | —       | —       | —       | 9     | 0     | 0      | 0.00            |
| Total selección   | Total selección | 3         | 0         | 0         | 4             | 0             | 0             | 2           | 0           | 0           | 0       | 0       | 0       | 9     | 0     | 0      | 0.00            |
| 1. 2.             |                 |           |           |           |               |               |               |             |             |             |         |         |         |       |       |        |                 |

### Hat-tricks
| Partidos en los que anotó tres o más goles | Partidos en los que anotó tres o más goles | Partidos en los que anotó tres o más goles | Partidos en los que anotó tres o más goles          | Partidos en los que anotó tres o más goles | Partidos en los que anotó tres o más goles | Partidos en los que anotó tres o más goles |
| N.º                                        | Fecha                                      | Estadio                                    | Partido                                             | Goles                                      | Resultado                                  | Competición                                |
| ------------------------------------------ | ------------------------------------------ | ------------------------------------------ | --------------------------------------------------- | ------------------------------------------ | ------------------------------------------ | ------------------------------------------ |
| 1                                          | 22 de julio de 2021                        | Adrián Jara, Luque                         | Sportivo Ameliano - Fulgencio Yegros                |                                            | 4 - 0                                      | División Intermedia 2021                   |
| 2                                          | 28 de marzo de 2024                        | Rodrigo Paz Delgado, Quito                 | Liga Deportiva Universitaria - Imbabura             |                                            | 5 - 0                                      | Serie A de Ecuador 2024                    |
| 3                                          | 24 de noviembre de 2024                    | Estadio Olímpico Atahualpa, Quito          | Universidad Católica - Liga Deportiva Universitaria |                                            | 2 - 4                                      | Serie A de Ecuador 2024                    |

## Estilo de juego
Álex Arce ejerce su función primordialmente como delantero, caracterizándose por su habilidad en la ejecución de disparos desde fuera del área con ambas piernas, así como en la ejecución de tiros libres y regates a alta velocidad. Además, con su estatura de 1.87 metros y su capacidad para saltar con fuerza, le permite destacar en el juego aéreo.

## Palmarés

### Títulos nacionales
| Título               | Club                         | País      | Año  |
| -------------------- | ---------------------------- | --------- | ---- |
| Primera División     | Cerro Porteño                | Paraguay  | 2017 |
| Copa Paraguay        | Sportivo Ameliano            | Paraguay  | 2022 |
| Supercopa Paraguay   | Sportivo Ameliano            | Paraguay  | 2022 |
| Primera B Nacional   | Independiente Rivadavia      | Argentina | 2023 |
| Serie A              | Liga Deportiva Universitaria | Ecuador   | 2024 |
| Supercopa de Ecuador | Liga Deportiva Universitaria | Ecuador   | 2025 |

### Distinciones individuales
| Distinción                                                      | Año  |
| --------------------------------------------------------------- | ---- |
| Máximo goleador de la Primera B Nacional (26 goles)             | 2023 |
| Máximo goleador de la Serie A de Ecuador (28 goles)             | 2024 |
| Mejor delantero de la LigaPro Serie A                           | 2024 |
| El PRO (Mejor jugador de la temporada de la Serie A de Ecuador) | 2024 |
| Incluido en el once ideal de la LigaPro Serie A                 | 2024 |